# Cleisostoma simondii
Cleisostoma simondii es una especie de orquídea que se encuentra en Asia.

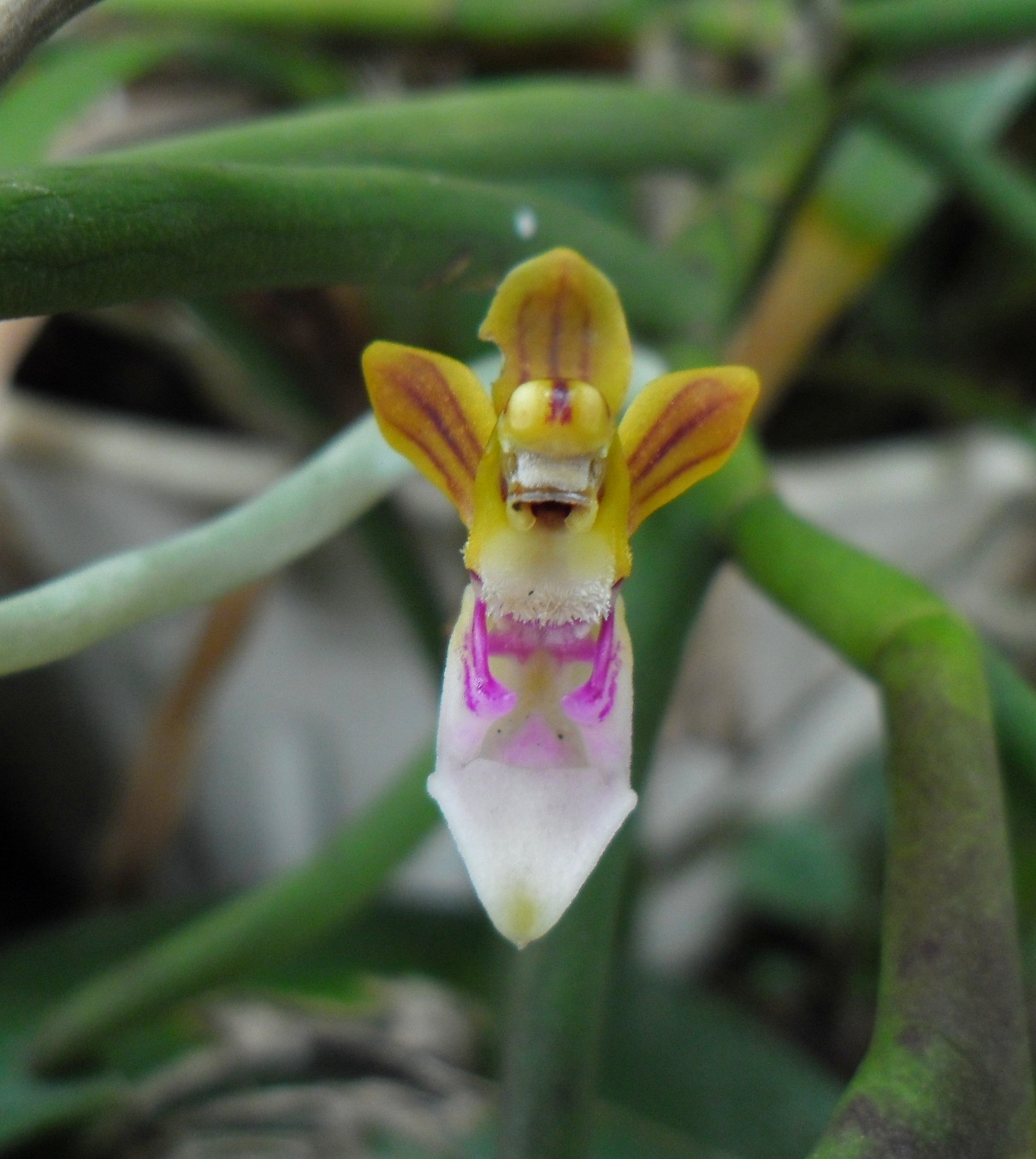
Detalle de la flor

## Descripción
Es una planta pequeña a mediana, que prefiere el clima cálido, de hábitos epifitas monopodial con un tallo erecto, cilíndricos hojas, pequeñas grande, caliente para calentar epifita creciendo monopodial que se encuentra a elevaciones de 100 a 1000 metros con un tallo erecto completamente envuelto por vainas imbricadas, con hojas cilíndricas y carnosas, lineares, subagudas a obtusas, sésiles, articuladas. Florece en una inflorescencia axilar, arqueada y luego colgante, delgada, de 10 a 28 cm de largo, paniculada, con 11 a 20 con brácteas basales y luego a intervalos insertadas, tubulares, cilíndricas, ovadas, apicalmente triangulares y lanceoladas y con pequeñas flores duraderas que pueden aparecer en cualquier momento, pero más a menudo en el otoño y el invierno.

## Distribución y hábitat
Se encuentra en Assam, Himalaya, Nepal, Sikkim, Tailandia, Laos, Fujian, Cantón, Hainan y Yunnan de China, Hong Kong y Vietnam en los bosques tropicales y subtropicales, en elevaciones de 400 a 1100 metros. 

## Taxonomía
Cleisostoma simondii fue descrita por (Gagnep.) Seidenf. y publicado en Dansk Botanisk Arkiv 29(3): 66. 1975.
Etimología
Cleisostoma: nombre genérico que deriva del griego: kleistos, que significa "boca cerrada".
simondii: epíteto otorgado en honor de Simond (un recolector de orquídeas para Gagnepain a mediados de 1900).
sinonimia
- Vanda simondii Gagnep. (1951) (Basionym)
- Vanda teretifolia Lindl. Coll. Bot.: t. 6 (1821)
- Sarcanthus teretifolius (Lindl.) Lindl. (1833)
- Sarcanthus siamensis Rolfe ex Downie (1925)
- Luisia acutilabris Guillaumin (1960)
- Cleisostoma seidenfadenii Garay (1972)
- Cleisostoma teres Garay (1972)
- Cleisostoma simondii var. guangdongense Z.H.Tsi (1983)
- Cleisostoma acutilabris (Guillaumin) Aver. (1988)
- Echioglossum simondii (Gagnep.) Szlach. (1995)
- Echioglossum seidenfadenii (Garay) Szlach. (1995)[4][5]